# Mario Vandenbogaerde
Mario Vandenbogaerde (* 1. Juni 1973 in Zonnebeke) ist ein belgischer Dartspieler.

## Karriere
Mario Vandenbogaerde begann 1993 mit dem Dartspielen. 2002 erreichte er bei den Antwerp Open das Achtelfinale, wo er gegen Ronnie Baxter ausschied. Im Folgejahr nahm er am WDF World Cup teil, wo er zum Auftakt gegen Raymond van Barneveld aus den Niederlanden unterlag. Es folgten mehrere Teilnahmen am World Masters ohne Erfolg sowie ein Halbfinale im Jahre 2004 bei den Belgium Open. Nachdem Vandenbogaerde 2005 belgischer Meister wurde, pausierte er. Bei seiner Rückkehr im Jahr 2018 schaffte er den Finaleinzug bei den Belfry Open, wo er an Jim Williams scheiterte. Zwei Monate darauf gewann Vandenbogaerde das Luxembourg Masters. Beim World Masters 2018 schaffte der Belgier den Sprung ins Achtelfinale und beim Italian Grand Masters erreichte er erneut ein Finale. 2019 konnte Vandenbogaerde dann die German Open in Kalkar sich für die BDO World Trophy 2019 qualifizieren. Dort siegte er gegen den Dänen Brian Løkken souverän, unterlag jedoch im darauffolgenden Achtelfinale seinem Landsmann Roger Janssen. Beim World Masters 2019 ging es für Vandenbogaerde bis ins Halbfinale, wo er gegen den späteren Sieger John O’Shea ausschied.
Im Januar 2020 nahm er an der BDO World Darts Championship 2020 teil. Bei seinem WM-Debüt konnte er mit Siegen über den Polen Sebastian Steyer, Dennie Olde Kalter aus den Niederlanden und den Engländer David Evans ins Halbfinale einziehen. Dort musste er sich dann aber mit 4:6 gegen Jim Williams geschlagen geben. Nach einer Achtelfinalteilnahme bei den Dutch Open spielte Vandenbogaerde erstmals die PDC Qualifying School. Im Oktober gab er dann bei den International Darts Open 2020 sein Debüt auf der European Darts Tour. Dabei unterlag er in der ersten Runde Ross Smith mit 1:6. Mit Beginn des Jahres 2021 nahm Vandenbogaerde erneut an der PDC Qualifying School teil, konnte jedoch erneut keine Tourkarte gewinnen.
Im Dezember schaffte er die Qualifikation für die WDF World Darts Championship 2022, ehe er sich im Januar 2022 über die Rangliste bei der PDC Qualifying School eine Tour Card für die PDC Pro Tour erspielte. Folglich war Vandenbogaerde zum ersten Mal für die UK Open qualifiziert, wo er in der ersten Runde knapp mit 5:6 Jules van Dongen unterlag. Auf der Pro Tour erreichte er beim Players Championship 6 direkt ein erstes Achtelfinale und wenig später beim Players Championship 9 ein Viertelfinale, dass er gegen Dave Chisnall verlor. Es kamen noch zwei weitere Achtelfinale hinzu, was jedoch nicht reichte, um sich für ein weiteres Major zu qualifizieren.
Bei den Baltic Sea Darts Open gewann Vandenbogaerde zum ersten Mal ein Spiel auf der European Darts Tour. Er besiegte mit 6:5 Niels Zonneveld, bevor er mit 1:6 Ryan Searle unterlag. Die UK Open endeten dieses Mal für Vandenbogaerde nach einem 6:3-Sieg gegen Daniel Klose in der dritten Runde gegen Adam Gawlas. Bei den Players Championships 2023 zog Vandenbogaerde dreimal ins Achtelfinale und einmal ins Viertelfinale ein, was in diesem Jahr als Qualifikation für die Players Championship Finals 2023 reichte. Dort besiegte er in Runde mit 6:1 Mike De Decker, bevor er in Runde zwei auch Matt Campbell mit 6:2 schlagen konnte. Erst im Achtelfinale konnte er von Michael van Gerwen mit 6:10 gestoppt werden.
Über die PDC Pro Tour Order of Merit qualifizierte sich Vandenbogaerde auch für die PDC World Darts Championship 2024, wo er jedoch in der ersten Runde Thibault Tricole mit 1:3 unterlag. Dieses Ergebnis reichte nicht aus, um die Tourkarte zu halten, da er nun das Jahr auf Rang 67 in der PDC Order of Merit beendete.
Bei der Q-School 2024 startete Vandenbogaerde daraufhin in der Final Stage. In dieser erspielte er sechs Punkte und sicherte sich damit über die Rangliste eine Tour Card für 2024 und 2025.

## Weltmeisterschaftsresultate

### BDO
- 2020: Halbfinale (4:6-Niederlage gegen  Jim Williams)

### PDC
- 2024: 1. Runde (1:3-Niederlage gegen  Thibault Tricole)

## Turnierergebnisse
| Turnier                     | 2003                | 2004                | 2005                | ......              | 2018                | 2019                | 2020               | 2021               | 2022                           | 2023                           | 2024                           | 2025                           |
| --------------------------- | ------------------- | ------------------- | ------------------- | ------------------- | ------------------- | ------------------- | ------------------ | ------------------ | ------------------------------ | ------------------------------ | ------------------------------ | ------------------------------ |
| BDO-Major-Turniere          |                     |                     |                     |                     |                     |                     |                    |                    |                                |                                |                                |                                |
| Weltmeisterschaft           | nicht qualifiziert  | nicht qualifiziert  | nicht qualifiziert  | n/t                 | n/q                 | n/q                 | HF                 | Verband insolvent  | Verband insolvent              | Verband insolvent              | Verband insolvent              | Verband insolvent              |
| World Trophy                | nicht ausgetragen   | nicht ausgetragen   | nicht ausgetragen   | n/t                 | AF                  | n/q                 | n/a                | Verband insolvent  | Verband insolvent              | Verband insolvent              | Verband insolvent              | Verband insolvent              |
| World Masters               | 2R                  | 2R                  | 2R                  | n/t                 | 3R                  | HF                  | n/a                | Verband insolvent  | Verband insolvent              | Verband insolvent              | Verband insolvent              | Verband insolvent              |
| WDF-Platin-/Major-Turniere  |                     |                     |                     |                     |                     |                     |                    |                    |                                |                                |                                |                                |
| Dutch Open                  | kein Platin-Turnier | kein Platin-Turnier | kein Platin-Turnier | kein Platin-Turnier | kein Platin-Turnier | kein Platin-Turnier | AF                 | n/a                | nicht teilgenommen             | nicht teilgenommen             | nicht teilgenommen             | nicht teilgenommen             |
| WDF World Cup               | 2R                  | n/a                 | n/t                 | n/t                 | n/a                 | n/t                 | nicht ausgetragen  | nicht ausgetragen  | nicht ausgetragen              | n/t                            | n/a                            | n/t                            |
| WDF Europe Cup              | n/a                 | 3R                  | n/a                 | n/t                 | n/t                 | nicht ausgetragen   | nicht ausgetragen  | nicht ausgetragen  | n/t                            | n/a                            | n/t                            | n/a                            |
| PDC-Ranking-Turniere        |                     |                     |                     |                     |                     |                     |                    |                    |                                |                                |                                |                                |
| Weltmeisterschaft           | nicht teilgenommen  | nicht teilgenommen  | nicht teilgenommen  | nicht teilgenommen  | nicht teilgenommen  | nicht teilgenommen  | nicht teilgenommen | nicht qualifiziert | nicht qualifiziert             | nicht qualifiziert             | 1R                             | n/q                            |
| World Masters               | nicht ausgetragen   | nicht ausgetragen   | nicht ausgetragen   | nicht ausgetragen   | nicht ausgetragen   | nicht ausgetragen   | nicht ausgetragen  | nicht ausgetragen  | nicht ausgetragen              | nicht ausgetragen              | nicht ausgetragen              | VR                             |
| UK Open                     | nicht teilgenommen  | nicht teilgenommen  | nicht teilgenommen  | nicht teilgenommen  | nicht teilgenommen  | nicht teilgenommen  | n/q                | n/q                | 1R                             | 3R                             | 3R                             | 4R                             |
| Players Championship Finals | nicht ausgetragen   | nicht ausgetragen   | nicht ausgetragen   | nicht teilgenommen  | nicht teilgenommen  | nicht teilgenommen  | nicht qualifiziert | nicht qualifiziert | nicht qualifiziert             | AF                             | 2R                             |                                |
| Karrierestatistiken         |                     |                     |                     |                     |                     |                     |                    |                    |                                |                                |                                |                                |
| Jahresendplatzierung        | unbekannt           | unbekannt           | unbekannt           | –                   | 29                  | 11                  | ?                  | 82                 | 100                            | 67                             | 88                             |                                |
| Verband                     | BDO                 | BDO                 | BDO                 | –                   | BDO                 | BDO                 | WDF                | WDF                | Professional Darts Corporation | Professional Darts Corporation | Professional Darts Corporation | Professional Darts Corporation |

| Legende zu den Turnierergebnissen | Legende zu den Turnierergebnissen | Legende zu den Turnierergebnissen | Legende zu den Turnierergebnissen | Legende zu den Turnierergebnissen | Legende zu den Turnierergebnissen | Legende zu den Turnierergebnissen | Legende zu den Turnierergebnissen | Legende zu den Turnierergebnissen | Legende zu den Turnierergebnissen |
| --------------------------------- | --------------------------------- | --------------------------------- | --------------------------------- | --------------------------------- | --------------------------------- | --------------------------------- | --------------------------------- | --------------------------------- | --------------------------------- |
| n/t                               | nicht teilgenommen                | n/q                               | nicht qualifiziert                | n/a                               | nicht ausgetragen                 | #R                                | Aus in jeweiliger Runde           | GP                                | Aus in der Gruppenphase           |
| AF                                | Achtelfinalist                    | VF                                | Viertelfinalist                   | HF                                | Halbfinalist                      | F                                 | Turnierfinalist                   | S                                 | Turniersieger                     |